# 出島町
出島町（でじままち）は、長崎県長崎市の地名。郵便番号は850-0862（長崎中央郵便局管区）。

## 地理
長崎市中心部に位置する。北に中島川をはさんで江戸町・元船町、東に銅座町、南東で新地町、南で常盤町と隣接する。国の史跡に指定されている、人工島の出島がある。長崎港に近く出島ワーフや水辺の森公園のある臨海地区である。

### 河川
- 中島川
- 長崎港

## 世帯数と人口
2022年（令和4年）1月31日現在の世帯数と人口は以下の通りである。
| 町丁   | 世帯数  | 人口  |
| ------ | ------- | ----- |
| 出島町 | 492世帯 | 850人 |

## 小・中学校の学区
市立小・中学校に通う場合、学区は以下の通りとなる。
| 番地 | 小学校             | 中学校               |
| ---- | ------------------ | -------------------- |
| 全域 | 長崎市立諏訪小学校 | 長崎市立桜馬場中学校 |

## 施設

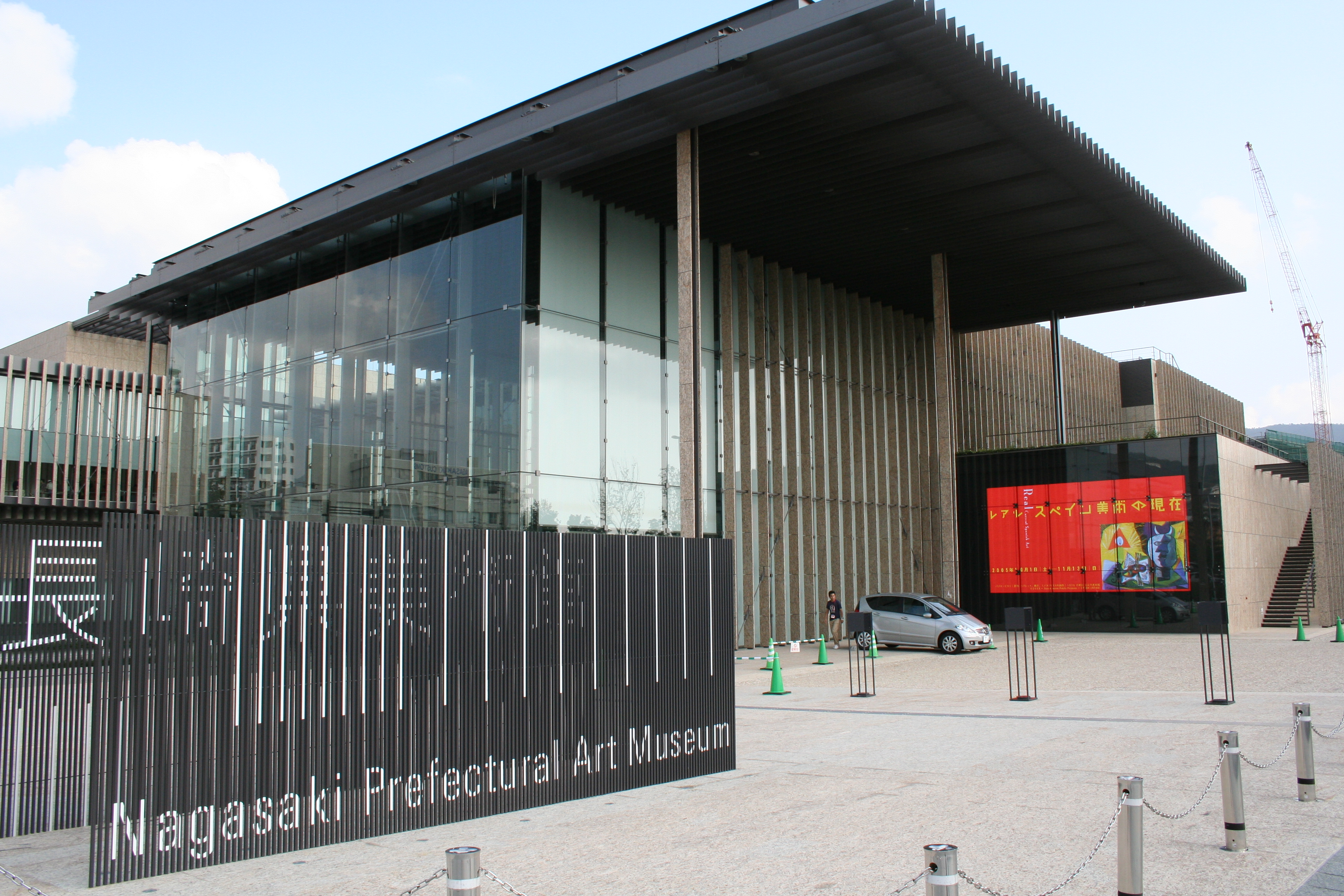
長崎県美術館

- 長崎税関
- 長崎県美術館
- 長崎水辺の森公園
- 長崎出島ワーフ
- 長崎国際テレビ
- 朝日生命
- 長崎防衛支局

## 交通

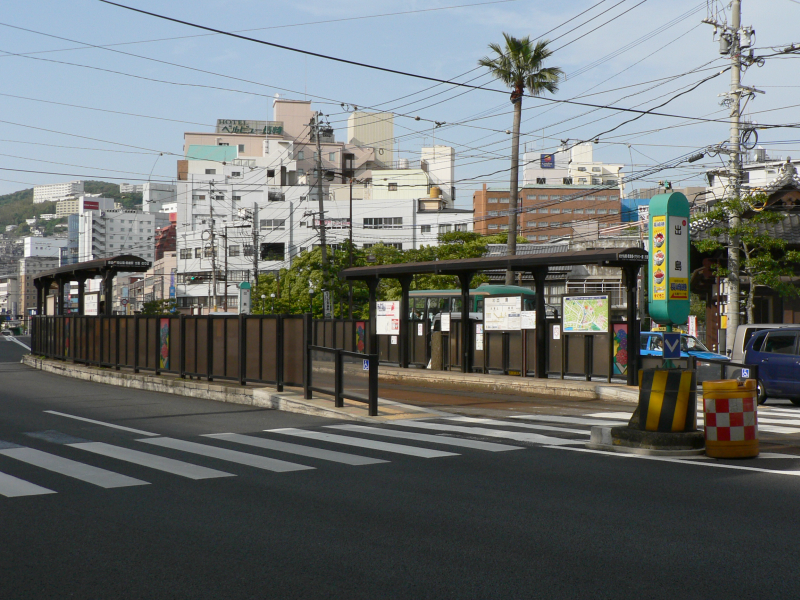
出島停留場

### 鉄道
- 長崎電気軌道
  - 本線：出島停留場

### バス
- 長崎バス

### 道路
- 国道499号
- 出島海岸通り
- 出島通り